# Wuhły (rejon miński)
Wuhły (biał. Вуглы, ros. Углы, Ugły) – wieś na Białorusi, w obwodzie mińskim, w rejonie mińskim, w sielsowiecie Samochwałowicze. W 2009 roku liczyła 28 mieszkańców.